# Bestekzoeker
Bestekzoeker is een beroep. Een bestekzoeker is werkzaam in de houthandel en verzamelt daar uit de voorraad de door de klant opgegeven specificatie van hout en aanverwante producten qua dikte, breedte, lengte en aantal. Ook eisen van sterkte, duurzaamheid, schoonheid en kwaliteit volgens de normbladen spelen hierbij een belangrijke rol. Bestekzoekers zijn meestal opgeleid als houtbewerker aan een MBO opleiding. Het vak bestekzoeken maakt hier deel van uit.